# ばのてん!
『ばのてん！』は、河添太一による日本のギャグ漫画作品。
『フレッシュガンガン』（スクウェア・エニックス）2009年春号に読み切りとして掲載された後、『ガンガンONLINE』への再録を経て、『月刊少年ガンガン』2010年1月号から2012年1月号まで連載された。また、2009年12月24日から2012年3月22日まで、姉妹編『ばのてん！ SUMMER DAYS』（ばのてん サマーデイズ）が『ガンガンONLINE』にて同時連載された。
表題の「ばのてん！」は作品のキャッチフレーズでもある「人生は、その場のテンションで！」の略。「!」が表題に付けられているが、これは「編集部の判断による改題」とされている。

## ストーリー
都立本陽高校の生徒会で会計に就任した瀬野千夏は、生徒会の仕事が単調で退屈なことに嫌気が差し、副会長の伊達蓮寺らが止めるのも聞かずに、他の一般生徒から生徒会が英雄視されるような活躍をすべく、騒動を巻き起こす。

### ばのてん！ SUMMER DAYS
本編が生徒会活動をメインにしているのに対し、夏休み期間中での生徒会3人のプライベートをメインにした姉妹編。終業式直後の7月17日から1日1エピソードで進行する。略称は『ばのさま!』。

## 登場人物

### 生徒会メンバー
作中に主に登場するのは千夏、蓮寺、眠花の3人。ちなみに、千夏、蓮寺、眠花の3人は同じマンションに住んでおり、幼馴染である。
瀬野 千夏（せの ちなつ）
主人公・1年F組。8月10日生まれ。血液型はAB型。髪はマゼンタのセミロングで、鼠の尻尾のような癖毛があり、ルーズソックスを履いている。身長は146センチメートル。貧乳がコンプレックス。愛称は「ちー」。
生徒会で会計に就任したものの、生徒会の仕事が期待に反して単調で退屈なことに嫌気が差した末に、会議を千様集会（せんさましゅうかい）と勝手に命名し、生徒会が他の一般生徒から英雄視されるよう目立つことに執念を燃やしている。
性格はガサツかつ我が儘であり、基本的に面倒くさいことはやらず、ほとんどは仕事を蓮寺に押しつけるか、眠花で遊んでいる。そのため、蓮寺から怒られることが多い。また相手が先輩であっても敬語は使わずフランクな口調で会話する。
他人にも味を喧伝したい程ケチャップが好物であり、弁当へのトッピングはもちろんのこと蓮寺にツッコまれた時の芸のためにも常備していたり、マラソンの時に「ミスケチャップ」と書かれた襷を着けて走ったりしている。
また、動物も好きであり、いつかペットを飼いたいと思っている（ただし、両親は反対している）。絵は意外と上手いが、他の人からは画力の無駄遣いと言われている。他にも「衣被ぎ」「はりはり漬け」といった技っぽい単語（略して技っぽたん）など面白いことを思いつくのが好き。
親に通知表を見せたくない程成績は悪いらしい。
蝉やお化け類は苦手である。裁縫が得意である。料理の味付けが下手。モチーフはネズミ。
伊達 蓮寺（だて れんじ）
2年C組・生徒会副会長。1月20日生まれ。血液型はA型。空手部に所属。黒髪で眼鏡をかけている。中性的な顔をしており、女装すると似合うが、本人は逞しい男に憧れており、女と思われることを強く否定している。モチーフは犬。
真面目な性格で、千夏の暴走に対して冷静にツッコミを入れつつ、黙々と生徒会日誌を綴って行く。普段はツッコミ役だが、たまにボケることもある。
腕っ節が強く、空手の関東大会で優勝したことがあるらしい。またマラソンの時には、両足に4キログラムの重りを着けた状態で走れるほどである。不器用な所があり、絵画は大の苦手である他、料理の包丁さばきも下手である。
眠花のことを気にしており、彼女に下心を持って近づく者には制裁を加える。男の子らしく、昆虫は好きらしい。
母子家庭であるという理由で、高校2年生になってからコンビニでバイトをしているが、学校の生徒には秘密にしている（ただし、本人は眼鏡を外すなどして変装しているつもりだが、店に来た生徒には気付かれている）。
眠花 キュニョー（みんか キュニョー）
2年A組・生徒会長。12月22日生まれ。血液型はB型。金髪のロングヘアで、瞳は青。フランス人とのハーフ。「キュニョー」 (Cugnot) はフランス系の姓（ex. ニコラ＝ジョゼフ・キュニョー）で、後輩の千夏からは「フランス娘」と呼ばれている。Gカップの巨乳だが、本人は露出することを恥ずかしがっている。「えぅー」や「えーぅ」等、えうえう言うのが口癖。
常に「マーク・ライアン」という名前の枕を持参しており、いつでも眠ることが出来る。1日の睡眠時間は18時間らしいが、怪談系の話を聞いた時には怖くて眠れないことがある。千夏から無理矢理起こされることが多い。
性格は品行方正で、蓮寺よりも成績は上だが、生徒会長としての威厳は余り感じられず、千夏に振り回される役回りが多い。文化祭のポスターで自分がモチーフにされていることに気づかなかったり、ウサギのコスプレをした千夏を本物のウサギと思い込んだりする等天然ボケな所がある。また、変な所でテンションが高くなることもあり、女装した蓮寺の写真を撮ろうとしたり、ウサギ小屋のウサギになりきったりする。殺生を好まない性格であり、例えゴキブリ等の害虫であっても殺さない。
クラスのアイドル的存在であり、彼女を慕っている男子も多い。彼女の作る料理は美味い。好きな食べ物はハンバーグ。モチーフは羊。
福井 会真（ふくい えま）
2年C組・生徒会会計係。第14話から登場。前髪パッツンのおさげ髪で水玉の髪留めをしている。お嬢様口調。彼女は別の部屋で千夏がやらない会計作業をしている。
夏休みに、塾の帰り道で悪漢に襲われていたところを蓮寺に助けてもらって以来、彼に好意を寄せている。彼に近づこうとするが、いつも邪魔が入ったりすれ違いになったりで、上手くいかない。
料理は恐ろしいほど下手。実家は天子恩（てんしおん）神社という神社で、普段は巫女をしている。モチーフは狐。
佐藤 駆（さとう かける）
1年E組・生徒会書記係。サッカー部に所属。モチーフはニワトリ。赤茶色の髪をモヒカン刈のように頭の中央で立たせており、右頬に日替わりで様々なフェイスペイントをしている。語尾に「 - ッス」を付けて話す。元は野球少年だったが、肩の故障で野球を続けられなくなる。しかし、千夏のアドバイスによりサッカーをプレイするようになった（ただし、その当時のことを千夏は覚えていない）。
初登場の第20話で、生徒会室の窓を割ってしまい、サッカー部を謹慎させられる。その後も、蓮寺を怒らせて制裁を受けたり、会真の蓮寺に対するストーカー行為の片棒を担がされたりと、生徒会メンバーに振り回され酷い目に遭うことが多い。
植木 楓（うえき かえで）
1年生・生徒会書記係。最終話に登場。普段はアイドル活動をしていて生徒会室にはほとんど現れない。151縁（いちごいちえん）という名前の151人いるアイドルユニットグループの一員だったが、脱退した。モチーフは蛍。

### 生徒会メンバーの家族
吹花 キュニョー（すいか キュニョー）
眠花の妹。中学2年生。3月30日生まれ。テニス部に所属。金髪のサイドテールで、児童向けアニメ「クロネこバーン」の髪留めをしている。ツリ目。温厚な姉とは対照的に、強気でしっかりとした性格である。千夏と同じく、貧乳がコンプレックス。
アミダという名前の黒猫（マンチカン）を飼っていて、ジェスチャーでコミュニケーションをとれるほど仲がいい。
蓮寺のことを「蓮兄」と呼び、気にしている様子。千夏や眠花と比べるとまともであるため、蓮寺もバイトの緊急連絡先を吹花にだけ教えている。また思慮深いところもあり、姉である眠花のことを大切に思っている。
嘘をつくのが下手で相手の嘘も信じやすい。姉妹共々、フランスの在住経験はない。好物はプリン。モチーフはネコ。
千夏の母
千夏の母親。本名は不明。髪型は娘に似ていてセミロング。性格は千夏とは正反対の真面目でしっかり者。
蓮寺の母
蓮寺の母親。本名は不明。立ち振る舞いが若々しく明るい性格。
眠花の母
眠花の母親。本名は不明。黒髪ロングの日本人女性。

### 本陽高校の生徒
案部 レイラ（あんべ レイラ）
1年F組。千夏の中学時代からの友人でクラスメイト。レイラは片仮名表記だが日本人である。髪は白のセミロングで、半目の物静かな性格。胸はEカップ。授業の時に眼鏡を着用する。
千夏のことが大好き。文化祭のパンフレットのモデルになった人物。
図書委員と漫研に所属しており、「アンブレラ」というペンネームで同人活動をしている。モチーフはコウモリ。
また、白髪赤目であることや「日光がダメ」という発言などから、アルビノを思わせる要素が多い。
沢田 今夫 ※名前だけ登場
漫研の部長で、文化祭のポスターおよびパンフレットを制作した人物。頑固な性格で、同じ仕事は2度としないというほどプライドが高い。
尾藤 千夜（びとう ちよ）
1年E組。空手部のマネージャーの女子生徒。1年生。容姿は茶色のポニーテールで、左髪に団栗のヘアピンを留めている。あだ名は「チョコ」。モチーフはリス。
目白 丈（めじろ じょう）
2年B組。空手部主将の男子生徒。黒帯。熱血漢で男気に満ちている。顎がしゃくれていることから「シャーク」というあだ名を付けられた。モチーフはサメ。
解夏 源太（げげ げんた）
2年B組。空手部所属で黒帯の男子生徒。部内で唯一の彼女持ちだが、ある過ちを犯す前に、女性で手を打ったらしい。前髪で片目が隠れている。あだ名は「キタロー」。モチーフの動物はいない。
針生 忠介（はりう ちゅうすけ）
2年C組。空手部所属で茶帯の細目な男子生徒。蓮寺とは1年生の時からの仲。おおらかで面倒見が良いが、強くない。あだ名の「ボン」は爆発したような髪型をしているため。モチーフはハリネズミ。

### 本陽高校の教師
田名（たな）
眠花のクラスである2年A組の担任教師。教科は世界史担当。ぶっきらぼうでいい加減。生徒会の顧問であるが責務はこなしていない。単行本3巻の巻末コーナーにてインタビューアーの正体であることが明かされた。
加賀見（かがみ）
2年C組の担任教師。教科は保健体育。姉御肌な性格で、ナンパしてきた田名先生を返り討ちにした。
三腰（みこし）
1年F組の担任教師。教科は英語。厳しめな性格で、千夏に手を焼いている。

### その他の人物
佐古 一（さこ はじめ）
新荒川（しんあらかわ）高校の生徒で、空手部に所属。キザキザ頭で眉毛を剃っている。空手の全国大会で蓮寺に敗れて以来、彼をライバル視している。何かと間が悪く、不遇な人物。しかし実力はそれなりにあるようで、文化祭の招待試合においては見事5人抜きを達するほどである。
久留間（くるま）
25歳のフリーター。蓮寺のバイト先の先輩。容姿はグレーの短髪でサングラスをかけている。趣味はギター。見かけによらず意外と臆病な性格。千夏と仲がいい。就職活動はしている。モチーフはフクロウ。
店長
蓮寺のバイト先の店長で、中年の女性。蓮寺の髪型をコーディネートした人物。単行本のおまけページのみに登場。

## 書誌情報
- 河添太一 『ばのてん！』 スクウェア・エニックス〈ガンガンコミックス〉、全4巻
  1. 2010年6月22日発売、ISBN 978-4-7575-2903-8
  2. 2010年12月22日発売、ISBN 978-4-7575-3089-8
  3. 2011年7月22日発売、ISBN 978-4-7575-3254-0
  4. 2012年3月22日発売、ISBN 978-4-7575-3504-6
- 河添太一 『ばのてん！ SUMMER DAYS』 スクウェア・エニックス〈ガンガンコミックスONLINE〉、全3巻
  1. 2010年11月22日発売、ISBN 978-4-7575-3065-2
  2. 2011年11月22日発売、ISBN 978-4-7575-3416-2
  3. 2012年6月22日発売、ISBN 978-4-7575-3626-5